# American Primeval
American Primeval és una minisèrie de televisió estatunidenca de western que es va estrenar el 9 de gener de 2025. S'ha subtitulat al català.

## Premissa
La sèrie examina la lluita per aconseguir el control de l'Oest dels Estats Units i l'enfrontament sovint violent entre religió i cultura.

## Producció
La sèrie, de sis episodis, és escrita per Mark L. Smith i dirigida per Peter Berg. Berg, a través de Film 44, i Eric Newman, amb Grand Electric, en són els productors executius. Netflix la va encarregar el desembre de 2022, i va confirmar Taylor Kitsch en un paper principal. Smith també n'és productor executiu de la sèrie.
El gener de 2023, Dane DeHaan, Jai Courtney, Betty Gilpin, Shea Whigham, Kyle Bradley Davis, Nick Hargrove, Derek Hinkey, Saura Lightfoot-Leon, Preston Mota, Shawnee Pourier i Joe Tippett es van unir al repartiment.
El rodatge va tenir lloc a Nou Mèxic a partir del febrer de 2023, i el rodatge es va interrompre per la vaga d'SAG-AFTRA de 2023.